# Emanuel Mallén
Elias Emanuel Mallén, född 1786, död 1863 i Stockholm, var en svensk regementskommissarie som startade gångposten, en form av stadspost, i Stockholm.
Mallén hade bland annat haft befattning som skrivare vid Svea livgarde och som brunnsmästare vid Ugglevikskällan, hållit lånebibliotek och uppträtt som novellförfattare, då han 1838 började, tillsammans med en dräng, gå omkring i Stockholm för upphämtande av brev och paket samt deras inlämnande på postkontoret mot viss ersättning, ett företag, som på sin tid hälsades med mycket bifall. Kryddbodarna blev dock snart svåra konkurrenter och när införandet av frimärken och brevlådor 1855 gjorde gångposten ännu mera överflödig gick Mallén miste om sitt levebröd. Han erhöll därför årligen ett litet understöd av postverket.